# Dansk Rødbroget Kvægrace
Dansk Rødbroget Kvægrace (DRK) eller Dansk Rød Holstein (DRH) er en dansk kvægrace. Racen er nært beslægtet med Sortbroget Dansk Malkerace (SDM) og benyttes primært som malkekvæg. Mælkeydelsen er lavere end for SDM, men kvæget er større og mere velegnet som kødkvæg. En Rødbroget Dansk ko vejer mellem 720-850 kg. Racen udgør i dag under 1 % af dansk malkekvæg.

## Historie
Oprindeligt blev Dansk Rødbroget Kvægrace kaldt for det jyske korthornskvæg. Det blev fremavlet ved krydsninger med rødbrogede racer fra Tyskland, Holland og Nordamerika. Målet er en kombinationsrace, der er velegnet til mælkeproduktion og kødproduktion.